# バレンシア美術館
バレンシア美術館（バレンシアびじゅつかん、カタルーニャ語: Museu de Belles Arts de València）は、スペイン・バレンシア州バレンシア県バレンシアにある美術館。運営はバレンシア州政府。

## 歴史
現在の美術館の建物はヴァレンシアの大司教フアン・トマス・デ・ロカベルティ(Juan Tomas de Rocaberti:1627-1699)の命令で、1683年から1744年の期間をかけて建築された宮殿で、列聖された16世紀の教皇、ピウス5世の名前が付けられていた。1768年に設立された王立の美術学校、王立サンカルロス美術アカデミー(Real Academia de Bellas Artes de San Carlos)が、1838年に Convento de El Carmenの跡地に移された後、1942年この建物に移され、美術学校、および美術館となった。1913年に美術アカデミーから美術館の運営は分離されている。

## 所蔵作品
17世紀から18世紀に建てられたピウス5世宮殿にあり、約2,000作品を収蔵している。14世紀から17世紀の作品が多く、エル・グレコ、ディエゴ・ベラスケス、フランシスコ・ゴヤなどの作品がある。

<

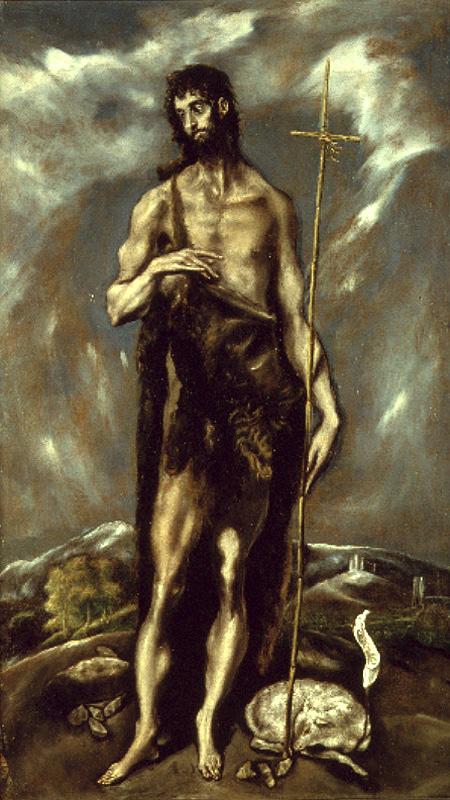
エル・グレコ 『洗礼者聖ヨハネ』(1600/165)
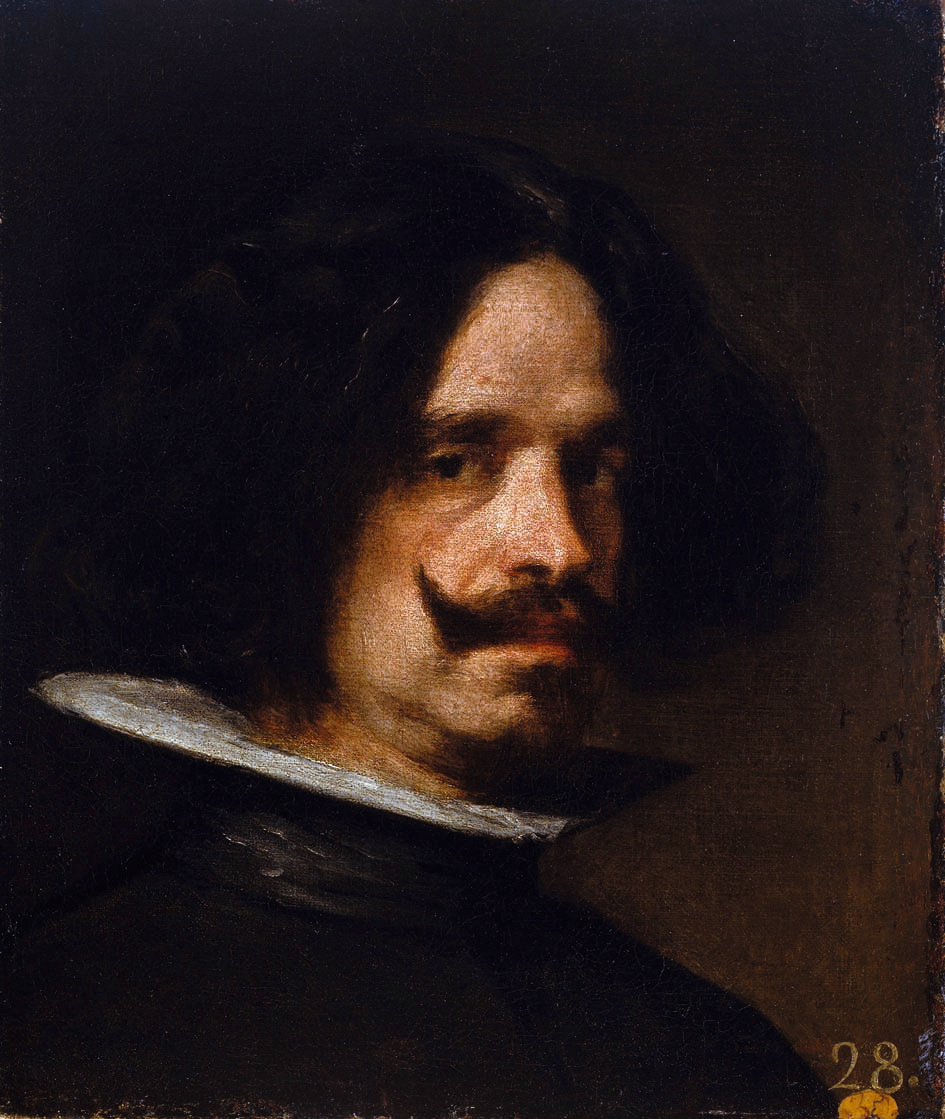
ディエゴ・ベラスケス 『自画像』(c.1650)
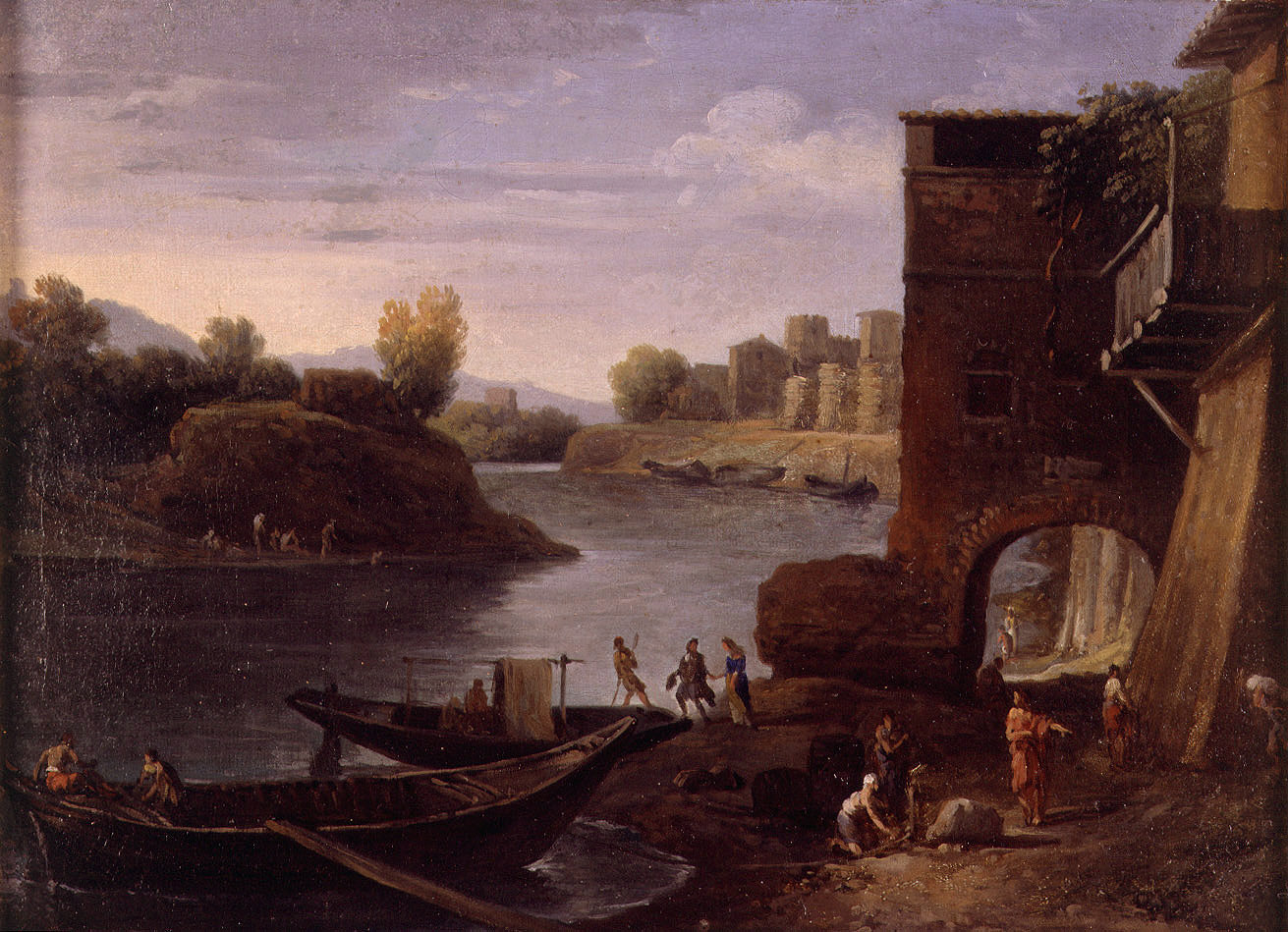
アドリアン・マングラールの工房 『桟橋』(18世紀)
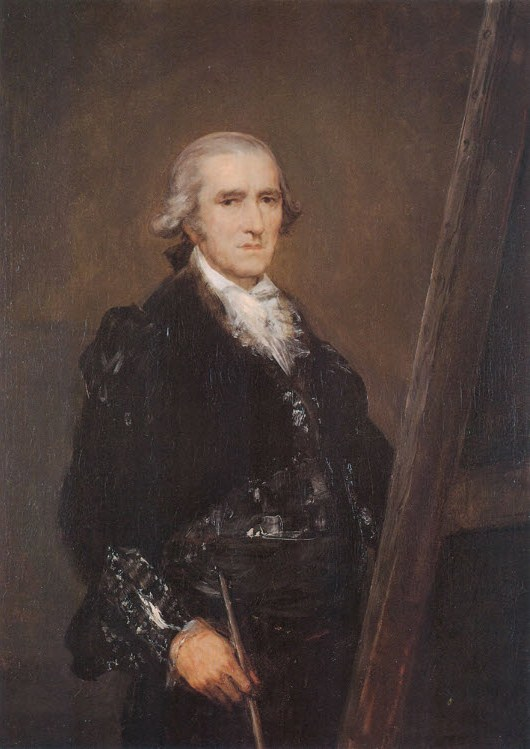
フランシスコ・ゴヤ 『フランシスコ・バイユー』(1786)
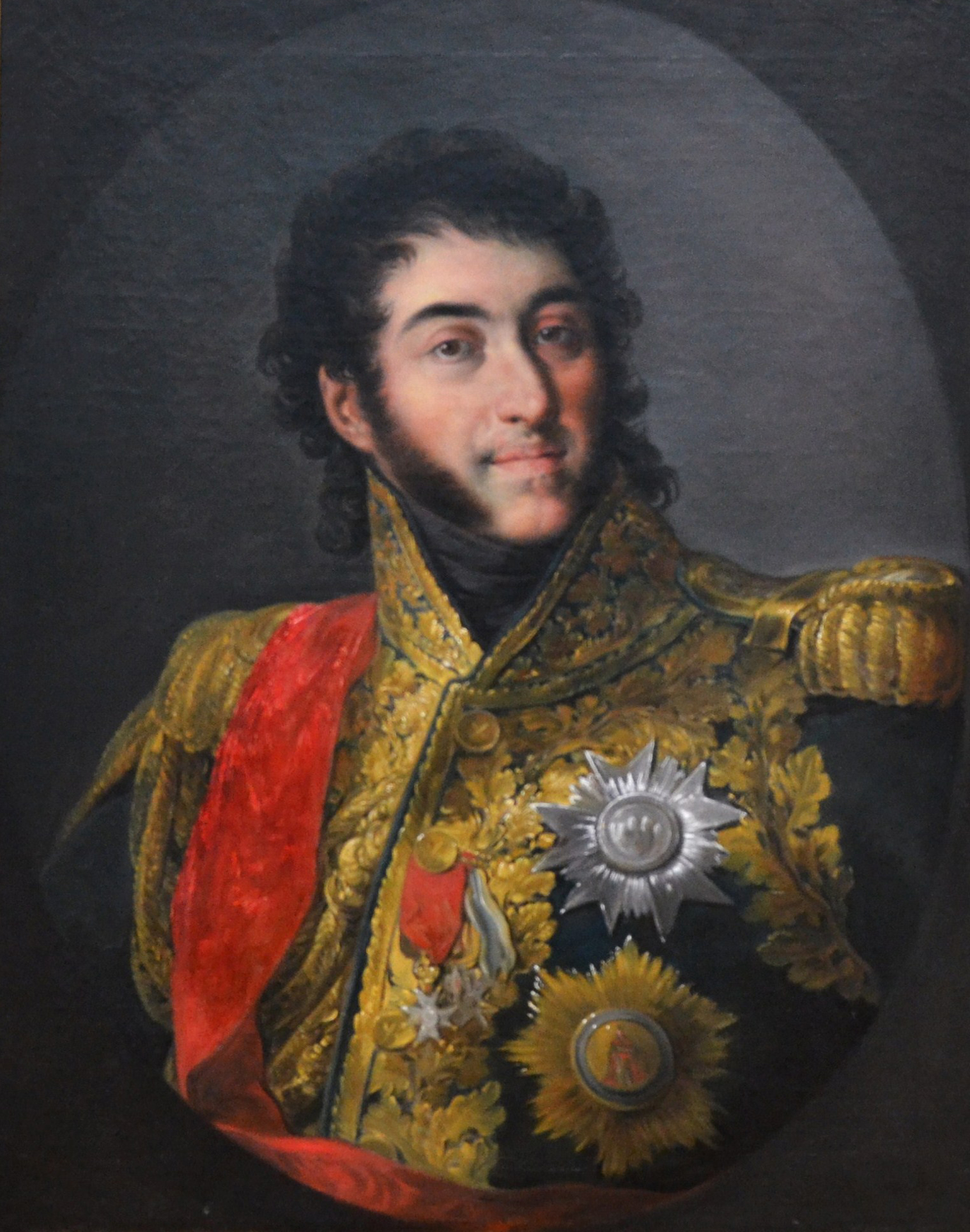
ヴィセンテ・ロペス・ポルターニャ 『ルイ＝ガブリエル・スーシェ』、19世紀
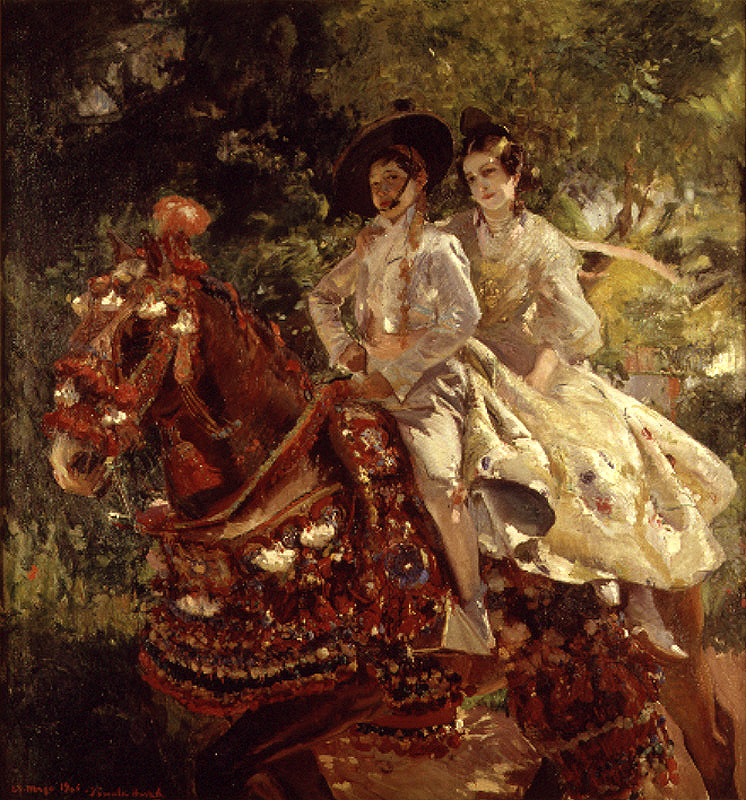
ホアキン・ソローリャ 『Grupa valenciana』(1906)
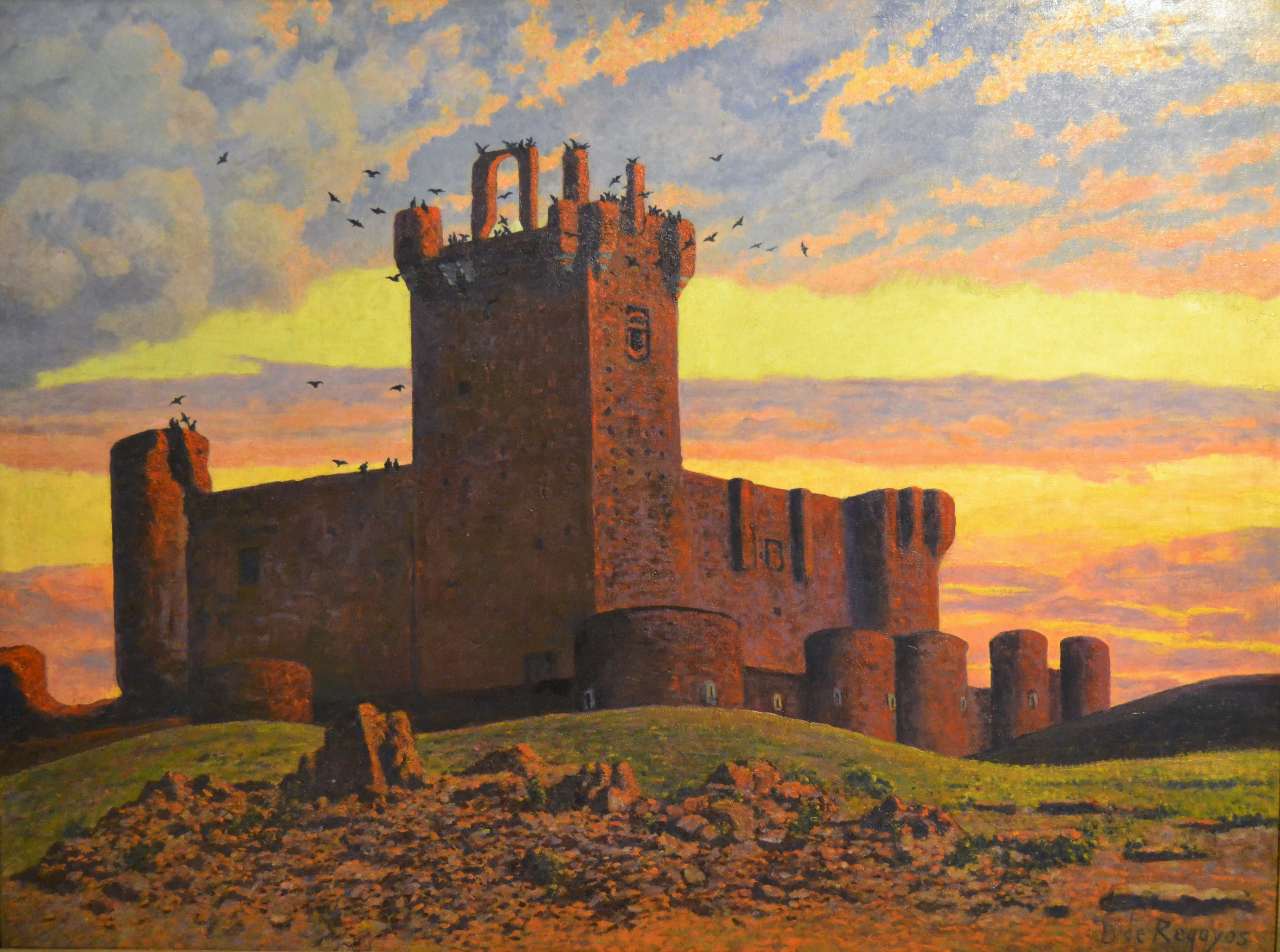
ダリオ・デ・レゴヨス 『モタ城』(1909)